# In De Gloria
In De Gloria war eine flämische Comedy-Serie, kreiert von Jan Eelen, die von 2000 bis 2002 vom belgischen Fernsehsender Canvas ausgestrahlt wurde.

## Boemerang-Sketch
Eine verkürzte Version der Sendung Boemerang, in der der Moderator Erik Hartman (gespielt von Tom Van Dyck) aufgrund der hohen Stimmlage seines kürzlich am Kehlkopf operierten Studiogastes einen hysterischen Lachanfall bekommt, gewann im Internet große Popularität. In der vollständigen Sendung sieht man den Moderator in einem Rückblick über diesen Lachanfall sprechen, welcher seine Fernsehkarriere ruiniert habe. Anschließend sieht man ihn in einem Radiostudio sitzen und ein Lied anmoderieren.
Wegen seiner authentischen Darstellung wird der Sketch häufig mit einer realen Talkshow verwechselt und wurde als solche in der deutschen Sendung RTL Exclusiv präsentiert.